# Comuna Tovstoluh
Tovstoluh (în ucraineană Товстолуг) este o comună în raionul Ternopil, regiunea Ternopil, Ucraina, formată din satele Tovstoluh (reședința) și Zastinka.

## Demografie
Componența lingvistică a comunei Tovstoluh
     Ucraineană (99,91%)
     Alte limbi (0,09%)
Conform recensământului din 2001, majoritatea populației comunei Tovstoluh era vorbitoare de ucraineană (99,91%), existând în minoritate și vorbitori de alte limbi.